# My Brilliant Career
My Brilliant Career (bra: As Quatro Irmãs) é um filme de drama australiano de 1979 dirigido por Gillian Armstrong, e estrelado por Judy Davis, Sam Neill e Wendy Hughes. É baseado no romance de mesmo nome de Miles Franklin.
Filmado em Monaro, Nova Gales do Sul em 1978, My Brilliant Career foi lançado na Austrália em agosto do ano seguinte, e mais tarde lançado nos Estados Unidos no Festival de Cinema de Nova Iorque. Recebeu aclamação significativa da crítica e foi indicado para vários Prêmios AACTA, ganhando três categorias, enquanto Davis ganhou o prêmio BAFTA de melhor atriz em cinema. Nos Estados Unidos, recebeu indicações ao Oscar de melhor figurino e ao Globo de Ouro de melhor filme em língua estrangeira.
Contemporaneamente, o filme é considerado parte da retomada do cinema australiano. Em 2018, passou por uma restauração pelo Australian National Sound and Film Archive e foi lançado em Blu-ray e DVD pela Criterion Collection no ano seguinte.

## Cast
- Judy Davis como Sybylla Melvyn
- Sam Neill como Harry Beecham
- Wendy Hughes como Aunt Helen
- Robert Grubb como Frank Hawdon
- Max Cullen como Mr. McSwatt
- Aileen Britton como Grandma Bossier
- Peter Whitford como tio Julius
- Patricia Kennedy como tia Gussie
- Alan Hopgood como Pai
- Julia Blake como Mãe
- David Franklin como Horace
- Marion Shad como Gertie
- Aaron Wood como Stanley
- Sue Davies como Aurora
- Gordon Piper como Barman
- Simone Buchanan como Mary-Anne

## Recepção
Charles Champlin do Los Angeles Times elogiou o filme por seu "final decidido e corajoso", também considerando-o "lindamente escrito, fotografado, dirigido e representado".  Janet Maslin, do The New York Times, também elogiou o filme, observando em sua crítica: "My Brilliant Career não precisa alardear nem a sua originalidade nem a de sua heroína. Os fatos falam por si - e o mesmo acontece com o brilho com o qual Miss Armstrong e Miss Davis investem tantos momentos memoráveis".
O filme tem uma taxa de aprovação de 85% no Rotten Tomatoes a partir de 20 críticas.